# مولی معمولی
مولی معمولی، مولی باله‌کوتاه یا مولی (نام علمی: Poecilia sphenops) نام یک گونه از سرده ماهی مولی از خانواده رنگین‌ماهیان است. آنها در جویبارهای آب شیرین، آب‌های لب‌شور ساحلی و آب‌های دریایی از مکزیک تا کلمبیا زندگی می‌کنند. ماهی‌های نوع وحشی کدر و نقره‌ای رنگ هستند. مولی معمولی می‌تواند با بسیاری از گونه‌های ماهی مولی هیبرید‌های باروری را تولید کند که مهمترین آنها مولی باله‌بادبانی است. ماهی‌های نر معمولاً کمی تمایل به خشونت دارند. مولی‌ها به دلیل سرعت رشد بالا، اندازه تولد، تولیدمثل و تعداد بچه‌ها به عنوان یکی از محبوب‌ترین ماهی‌های تغذیه‌کننده رتبه‌بندی می‌شوند.

## زیست‌شناسی
برخلاف تصور رایج، این گونه ماهی در واقع یک گونه آب شیرین است و قبل از شنا کردن به بیوتوپ آب شیرین خود، زمان کمی را در آب شور می‌گذراند. با این حال، ماهی از همان گونه در آب‌های دریای ساحلی، باتلاق‌های شور و نهرهای آب شیرین، زندگی و پرورش یافت شده‌است. به نظر می‌رسد مولی‌ها گونه‌ای مقاوم و بسیار سازگار هستند (این در طی سال‌ها آمیختگی در نمونه‌های پرورش یافته در تانک رقیق شده‌است).
مولی‌ها از نظر ظاهری شبیه پسرعموهای زنده‌زای خود، پلاتی، دم‌شمشیری و گوپی‌ها هستند. مولی کمی بزرگ‌تر و پرانرژی‌تر است. بسیاری از آکواریومی‌ها به فردیت و پرخاشگری قوی‌تر در نگهداری مولی‌ها در مقابل پلاتی‌ها اشاره می‌کنند که بسیار مطیع به نظر می‌رسند.

### اندازه
اندازه استاندارد ماهی نر ۸ سانتیمتر (۳٫۲ اینچ) و ماهی ماده ۱۲ سانتیمتر (۴٫۸ اینچ) است.

### انواع
زادگیری گزینشی در طول قرن‌ها تنوع رنگی و شکل‌های مختلف بدن را ایجاد کرده است.
- مولی باله کوتاه یا مولی معمولی: در نهرهای آب شیرین و آب‌های لب شور و دریایی ساحلی مکزیک زندگی می‌کنند. ماهی‌های نوع وحشی کدر و نقره‌ای رنگ هستند. مولی می‌تواند دورگه‌های بارور با بسیاری از گونه‌های ماهی مولی، که مهمترین آنها مولی باله‌بادبانی است، تولید کند. شکل وحشی آن در واقع به ندرت نگهداری می‌شود، زیرا دارای رنگ نقره‌ای نسبتاً ساده‌ای است که با رنگ‌های قهوه‌ای و سبز آغشته شده است.
- مولی سیاه: این یک نژاد ملانیست است که سراسر سیاه است. این یکی از شناخته شده‌ترین ماهی‌های آکواریومی است و نگهداری آن تقریباً به آسانی و پربار بودن گوپی است.
- مولی سفید: یک مولی سفید رنگ.
- مولی طلایی: ملقب به «۲۴ عیار».
- مولی بالن: این ماهی به دلیل نقص ژنتیکی که به آن ظاهر می‌شود، ستون فقرات تغییر شکل داده است. از طریق پرورش انتخابی در حال حاضر به طور گسترده در دسترس است. مولی‌های بالن هنوز هم می‌توانند تولید مثل کنند و زندگی عادی مشابه مولی‌های دیگر داشته باشند، اما به دلیل این باور که نقص آن باعث کوتاه‌تر شدن طول عمر و مستعد ابتلا به مشکلات سلامتی می‌شود،  بحث‌هایی را به همراه داشته است.
- مولی دم‌چنگی: نژادی با ساختار باله دمی تغییر یافته.
- مولی دالماسی: یک نژاد نقره‌ای رنگ با لکه‌های سیاه.

## نگارخانه

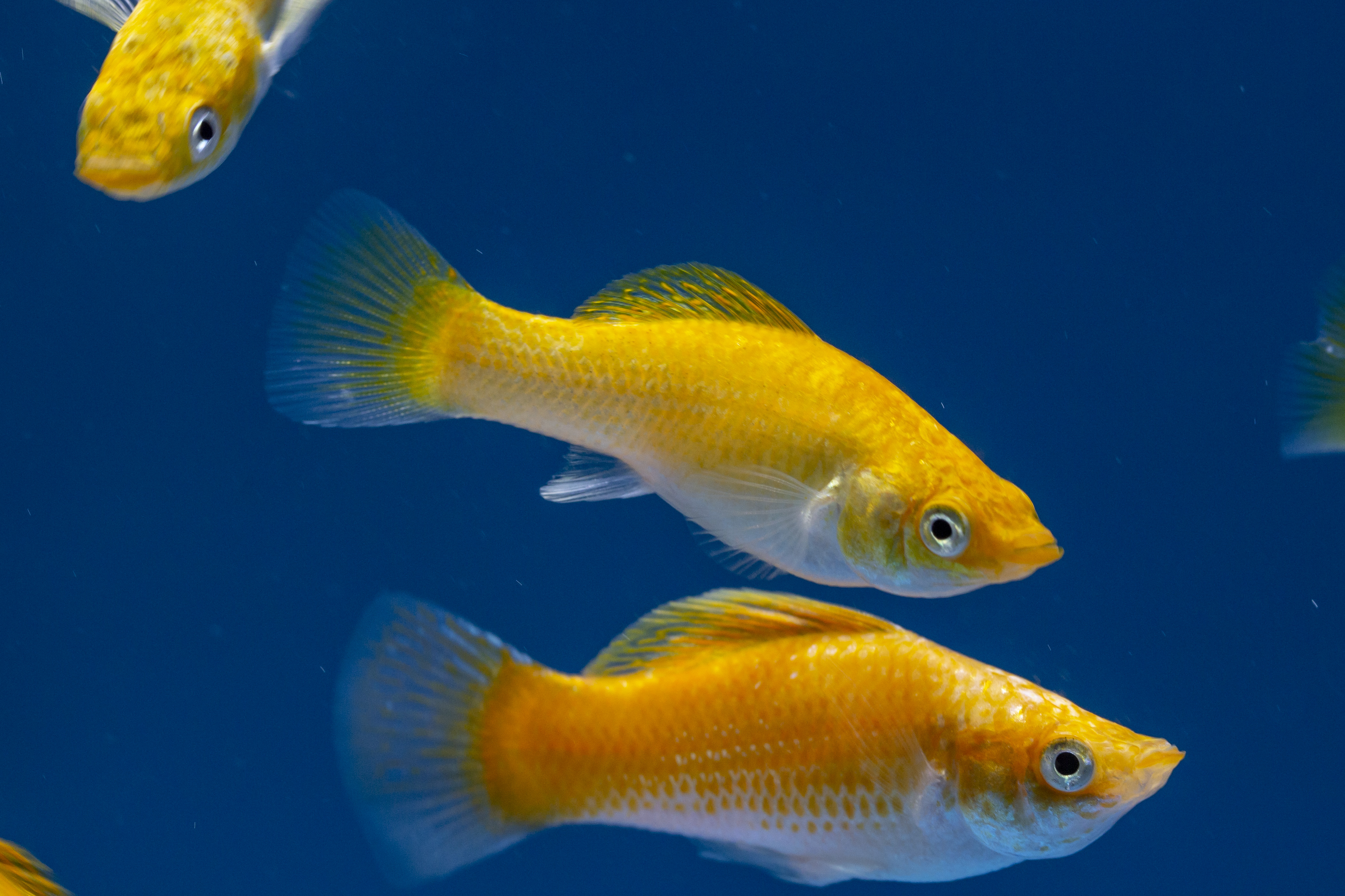
یک مولی نارنجی نئون
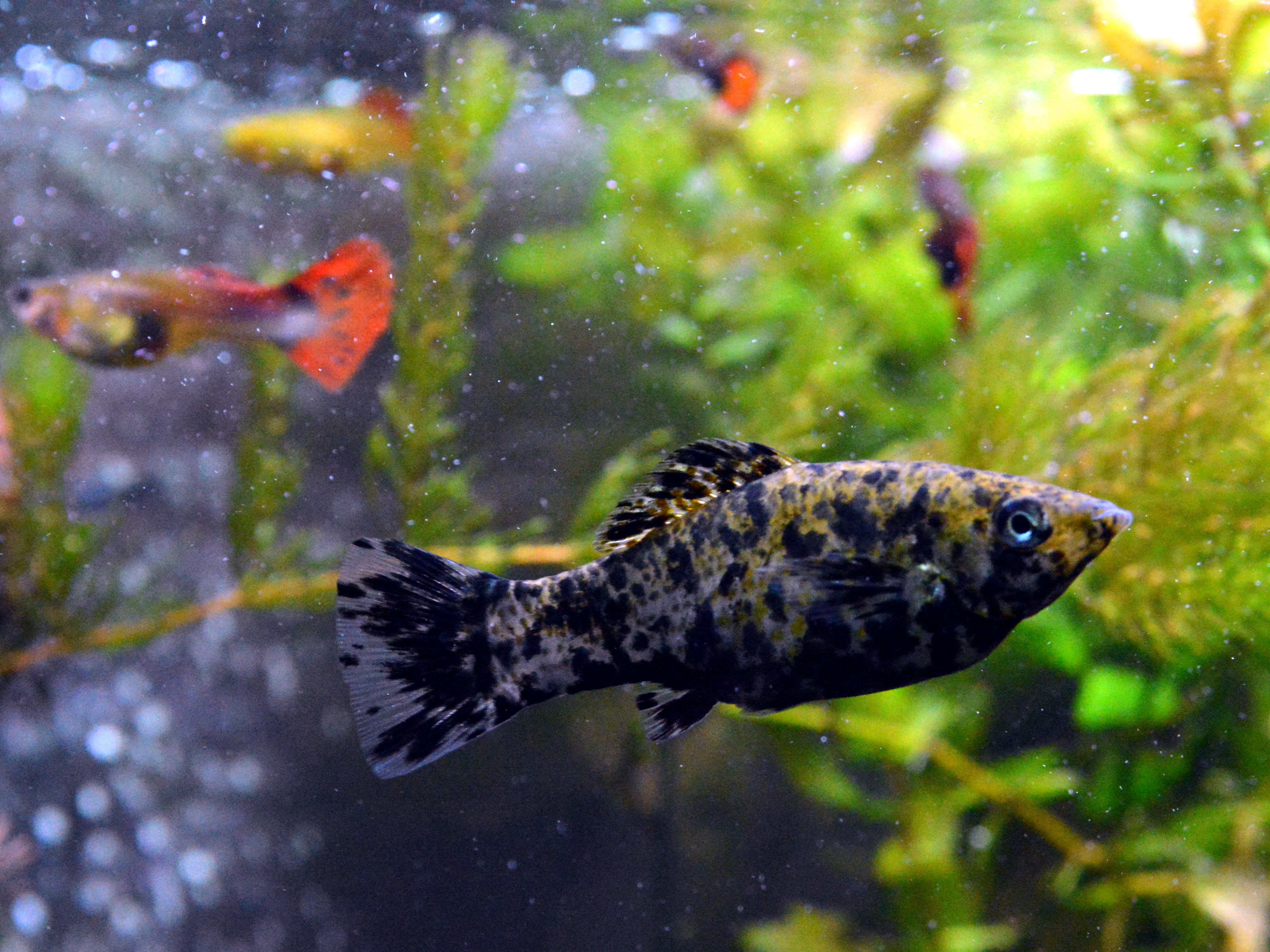
یک مولی خالدار ماده، ۴ ساله